# Antezedens (Grammatik)
Das Antezedens (auch: Antezedenz, Plural: Antezedenzien) ist in der Grammatik das Bezugsobjekt einer Anapher.
1. Heute trug das Mädchen das erste Mal seine neue Hose. Leider fiel es hin und sie zerriss.
2. Heute trug [das Mädchen]i das erste Mal [seine neue Hose]j. Leider fiel [es]i hin und [sie]j zerriss.

In Satz (1) sind die Antezedenzien fettgeschrieben und die Anaphern kursiv. Satz (2) stellt eine in der Linguistik übliche Schreibweise dar. Im Index steht, gekennzeichnet durch i oder j, welche Anapher (hier Personalpronomen) sich auf welches Antezedens bezieht: Es bezieht sich auf das Mädchen und sie auf seine neue Hose.
Die Auflösung der Anapher, also die Identifikation des zur Anapher gehörigen Antezedens, wird als Anaphernauflösung oder auch als Anaphernresolution bezeichnet. Diese kann in einigen Fällen kompliziert werden und von den Lesenden viel abverlangen. Daher werden in der Leichten Sprache, einer Sprachvarietät des Deutschen, welche die sprachliche Komplexität des Deutschen verringert und Texte somit leichter lesbar macht, Personalpronomen der 3. Person vermieden. Antezedenzien müssen somit nicht mehr ausfindig gemacht werden.